# Bosznia-Hercegovinai Kondomínium
Bosznia-Hercegovina 1878-ban került Osztrák-Magyar fennhatóság alá, amikor a berlini kongresszus jóváhagyta a Bosznia vilajet elfoglalását, amely ekkor még hivatalosan az Oszmán Birodalom része maradt. Három évtizeddel később, 1908-ban Ausztria-Magyarország provokálta ki a boszniai annexiós válságot a megszállt zóna hivatalos annektálásával, és létrehozta a Bosznia-Hercegovinai Kondomíniumot Ausztria és Magyarország közös ellenőrzése alatt.

## Történelem

### Okkupáció
Az orosz-török háborút követően 1878 júniusában és júliusában a nagyhatalmak szervezték meg a berlini kongresszust. Az 1878. július 13-án aláírt berlini szerződés értelmében létrejött Bosznia-Hercegovina, amely névlegesen az Oszmán Birodalom fennhatósága alatt maradt,  de facto azonban Ausztria-Magyarországhoz került.  A szerződés 25. cikk szerint:
Bosznia és Hercegovina tartományait az Osztrák–Magyar Monarchia fogja megszállni és igazgatni. Ausztria–Magyarország kormánya nem kívánja felvállalni a Szerbia és Montenegró között délkeleti irányban a Mitrovitza túloldaláig terjedő Novi-Pazar-i szandzsák igazgatását, az oszmán közigazgatás továbbra is ott látja el feladatait, mindazonáltal az új politikai állapot fenntartásának, valamint a kommunikáció szabadságának és biztonságának biztosítása érdekében Ausztria–Magyarország fenntartja a jogot, hogy helyőrséget létesítsen, valamint katonai és kereskedelmi utakat tartson az egykori vilajet ezen területén. Ennek érdekében Ausztria–Magyarország és Törökország kormánya fenntartja magát, hogy megegyezzen a részletekben.
Az osztrák–magyar Császári és Királyi Hadsereg nagy erőfeszítést tett a Bosznia-Hercegovina elleni roham előkészítésére. 1878. június végére 82 113 katonából, 13 313 lóból és 112 ágyúból álló haderőt vezényelt a VI, VII, XX. és XVIII. gyaloghadosztályok kötelékében, valamint egy hátsó hadsereget irányított a Dalmát Királyságba.  A hadsereg elsődleges parancsnoka Josip Filipović táborszernagy volt; a XVIII. előretolt gyalogos hadosztály Stjepan Jovanović altábornagy parancsnoksága alatt állt, míg Dalmáciában a hátsó hadsereg parancsnoka Gavrilo Rodić táborszernagy volt.  Bosznia-Hercegovina megszállása 1878. július 29-én kezdődött és október 20-án ért véget. 
A Bosznia-Hercegovinában tartózkodó oszmán hadsereg akkoriban nagyjából 40 000 katonából állt, 77 ágyúval, amely a helyi helyőrségekkel együtt körülbelül 93 000 főt tett ki.  Az osztrák-magyar csapatok időnként heves ellenállásba ütköztek mind a muszlim, mind az ortodox lakosság részéről, és jelentős csaták zajlottak Čitluk, Stolac, Livno és Klobuk közelében.  A maglaji és tuzlai kudarcok ellenére Szarajevót 1878 októberében elfoglalták. Az osztrák–magyar áldozatok száma meghaladta az 5000-et.  Az osztrák–magyar hadvezetés számított a muszlimok heves ellenállására, mert az ország megszállása a boszniai muszlimok számukra azt jelentette, hogy elveszítik vallásukon alapuló kiváltságos státuszukat.
Az ország bizonyos részein (különösen Hercegovinában) továbbra is fennállt a feszültség, és a túlnyomórészt muszlim disszidensek tömeges kivándorlása kezdődött. A viszonylagos stabilitás állapota azonban elég hamar elérkezett, és az osztrák-magyar hatóságok számos szociális és közigazgatási reformba kezdhettek, amelyek célja Bosznia-Hercegovina „mintagyarmattá” alakítása volt. A Habsburg uralom a tartomány stabil politikai modelljeként való kialakítása érdekében, amely segít eloszlatni a feltörekvő délszláv nacionalizmust, sokat tett a törvények kodifikálásáért, új politikai gyakorlatok bevezetéséért és a modernizációért.
- Hadži Lojo felkelést hirdet Szarajevó kapuja előtt (hírlapi illusztráció, 1878)
- Osztrák-magyar csapatok lerohanják Szarajevót (1878)

### Etnikumi kapcsolatok

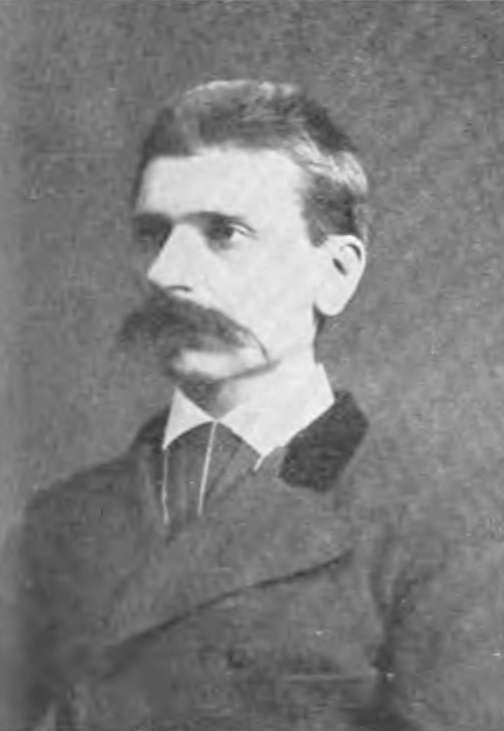
Kállay Béni, Bosznia-Hercegovina kormányzásáért felelős osztrák-magyar pénzügyminiszter

Az osztrák-magyar közigazgatás a pluralista bosnyák nemzeti eszményét hirdette. A közös birodalmi pénzügyminiszter és Bosznia bécsi adminisztrátora, Kállay Béni így támogatta a bosnyák nacionalizmust a „bosnyákság” formájában, azzal a céllal, hogy azt az érzést keltse Bosznia népében, hogy egy nagy és hatalmas nemzethez tartoznak, és úgy tekintett a bosnyákokra, mint akik „a bosnyák nyelvet beszélik, és három egyenlő jogú vallásra oszlanak”. 
Egyrészt ezzel a politikával megpróbálták elszigetelni Bosznia-Hercegovinát irredenta szomszédaitól (kelet-ortodox Szerbia, katolikus Horvátország és a muszlim Oszmán Birodalom), valamint marginalizálni a szerb és horvát nemzetiség már korábban is keringő eszméit.

### Annexió

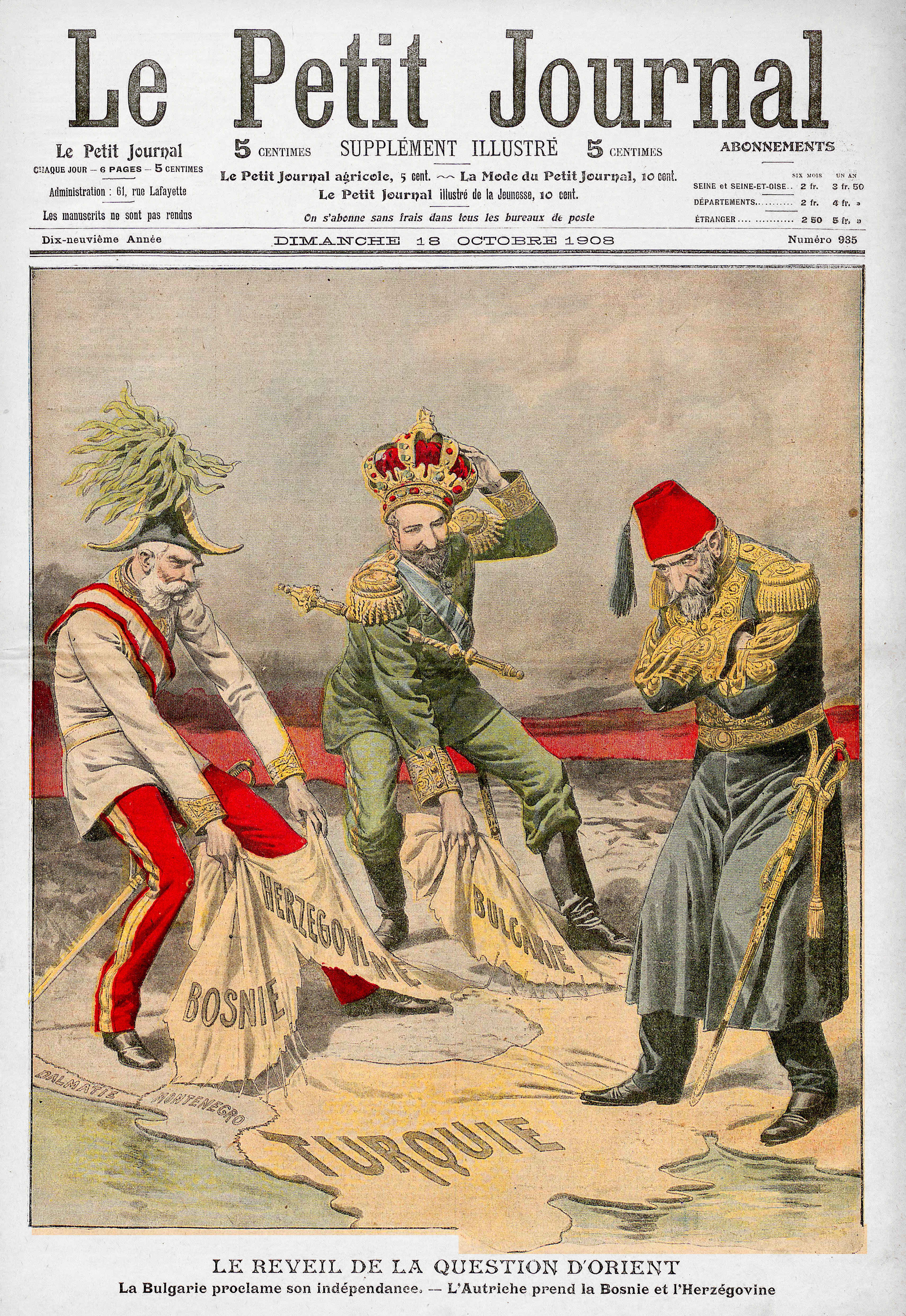
A francia Le Petit Journal címlapja, karikatúra a boszniai válságról: Bulgária kikiáltja függetlenségét és Ferdinándot cárrá nevezik ki, Ferenc József személyében Ausztria-Magyarország annektálja Bosznia-Hercegovinát, mindezt II. Abdul-Hamid szultán tehetetlenül nézi

Annak ellenére, hogy Bosznia-Hercegovina még mindig az Oszmán Birodalom része volt, (legalábbis formálisan), az osztrák-magyar hatóságok ténylegesen ellenőrzésük alá vonták a teljes országot. A Monarchia arra várt, hogy Bosznia-Hercegovinát formálisan is be tudja kebelezni a birodalomba. A Bosznia-Hercegovinát érintő minden intézkedés a nemzetközi véleménytől függött, amiről az osztrák-magyar hatóságok is tudtak. Az Oszmán Birodalomban kialakult forradalmat használták fel ürügyül Bosznia-Hercegovina végleges annektálására. 1908-ra az ifjútörök mozgalom az Oszmán Birodalom egész területén tömegtüntetéseket szervezett. Követelésük az volt, hogy állítsák helyre a felfüggesztett oszmán alkotmányt. Az osztrák-magyar hatóságok attól tartottak, hogy a forradalom átterjedhet Bosznia-Hercegovinára is, mivel az ifjútörök mozgalmat támogatták a boszniai muszlimok és a szerbek is. 1908. szeptember 7-én az SNO és az MNO is követelte Bosznia-Hercegovinától az alkotmány elfogadását az Oszmán Birodalom részeként. 
Október 5-én Ferenc József császár bejelentette Bosznia-Hercegovina annektálását, és utasította a pénzügyminisztert Bosznia-Hercegovina alkotmányának megalkotására. Az annektálást két nappal később, október 7-én jelentették be Szarajevóban. Ez az annektálás nemzetközi válsághoz vezetett, amely csak 1909. február 26-án oldódott meg, amikor az Oszmán Birodalom hivatalosan elismerte az annexiót, ezzel Bosznia-Hercegovina formálisan is az Osztrák–Magyar Monarchia részévé vált, mint Bosznia-Hercegovinai Kondomínium. 1909. március 21-én a Német Birodalom ultimátumot intézett az Orosz Birodalomhoz, hogy az ismerje el az annexiót, amit Oroszország azonnal meg is tett. A Szerb Királyság március 31-én, a Montenegrói Királyság pedig április 5-én ismerte el a bekebelezést.

## Politika
Bosznia-Hercegovinában minden nagyobb etnikai csoportot képviselt valamilyen politikai párt. A muszlimokat a Muszlim Népi Szervezet, a szerbeket a Szerb Népi Szervezet, míg a horvátokat a két politikai párt, a Horvát Népszövetség és a Horvát Katolikus Szövetség képviselte.
A bosnyák Országgyűlést 1910-ben hozták létre.

### Parlamenti pártok
- Horvát Népi Szövetség (Hrvatska narodna zajednica)
- Horvát Katolikus Egyesület (Hrvatska katolička udruga)
- Muszlim Népi Szervezet (Muslimanska narodna organizacija)
- Szerb Népi Szervezet (Srpska narodna organizacija ; Српска народна организација)

### Nem parlamenti pártok
- Muszlim Progresszív Párt (Muslimanska napredna stranka)
- Muszlim demokrácia (Muslimanska demokracija)
- Szerb Népi Független Párt (Srpska narodna nezavisna stranka)
- Bosznia-Hercegovinai Szociáldemokrata Párt (Socijaldemokratska stranka Bosne i Hercegovine)

## Adminisztráció

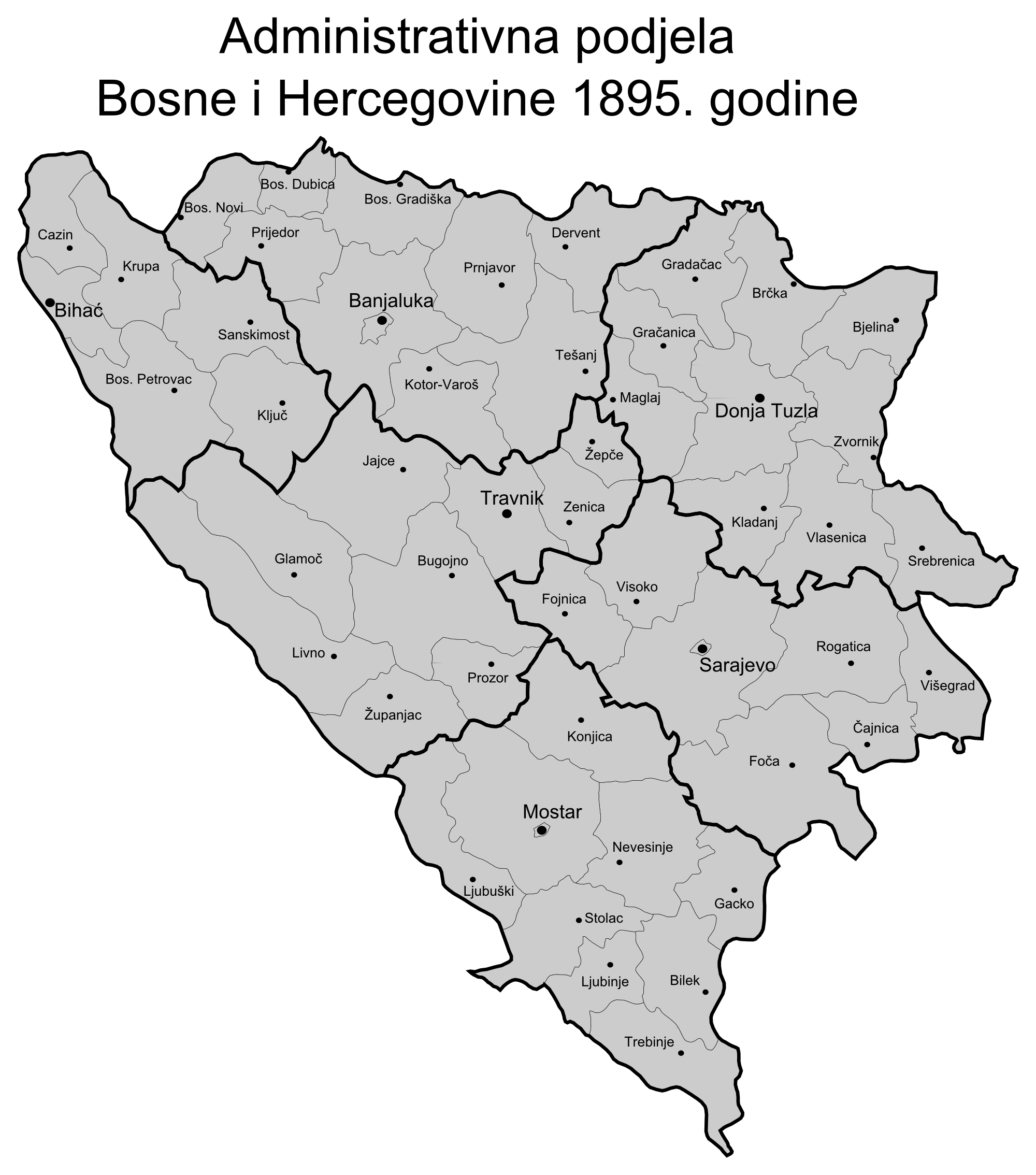
Bosznia-Hercegovina körzetei (Kreise): Banja Luka, Bihać, Mostar, Szarajevó, Travnik, Tuzla

## Demográfiai adatok

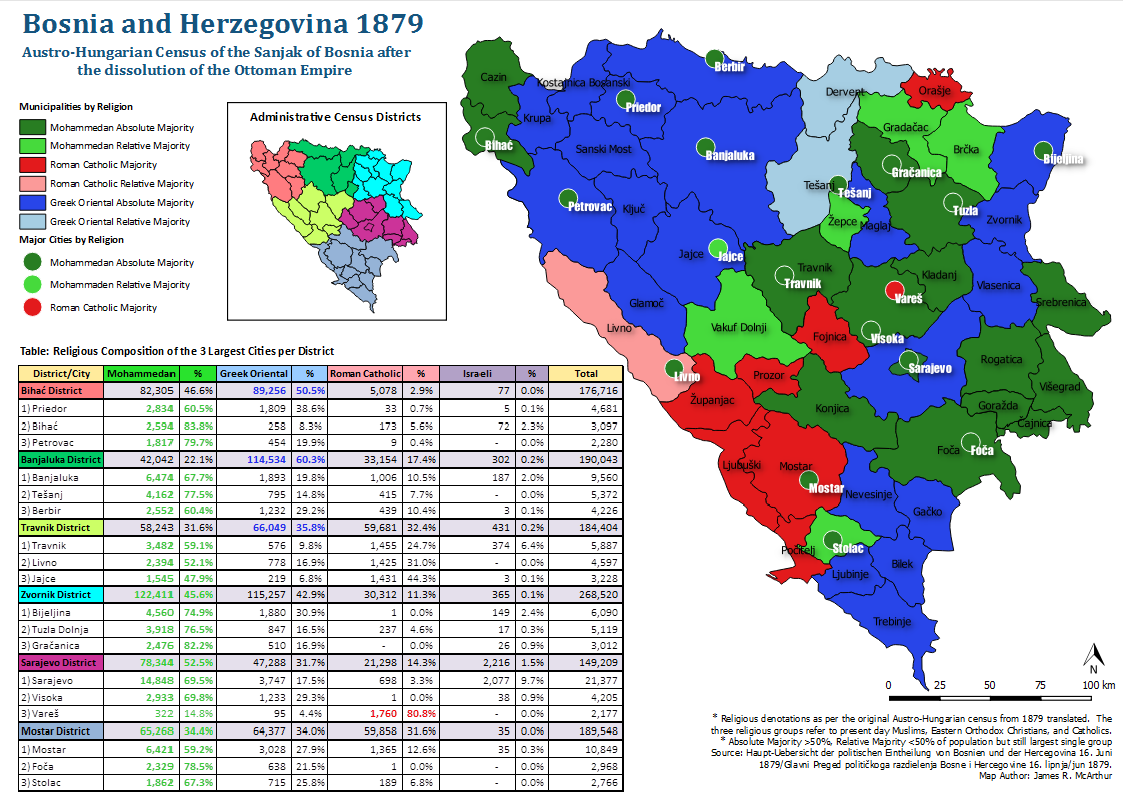
Az 1879. évi népszámlálás adatai

| Népszámlálás | muszlim | muszlim   | Ortodox | Ortodox   | katolikus | katolikus | zsidó  | zsidó     | összesen  |
| Népszámlálás | Szám    | Megoszlás | Szám    | Megoszlás | Szám      | Megoszlás | Szám   | Megoszlás | összesen  |
| ------------ | ------- | --------- | ------- | --------- | --------- | --------- | ------ | --------- | --------- |
| 1879         | 448 613 | 38,7%     | 496 485 | 42,9%     | 209 391   | 18,1%     | 3,675  | 0,3%      | 1,158,440 |
| 1885         | 492 710 | 36,9%     | 571 250 | 42,8%     | 265 788   | 19,9%     | 5,805  | 0,4%      | 1,336,091 |
| 1895         | 548 632 | 35,0%     | 673 246 | 42,9%     | 334 142   | 21,3%     | 8,213  | 0,5%      | 1,568,092 |
| 1910         | 612,137 | 32,2%     | 825 418 | 43,5%     | 434,061   | 22,9%     | 11,868 | 0,6%      | 1,898,044 |

## Kormányzók
| Nem. | portré | Név                                                   | Hivatali idő      | Hivatali idő      | Etnikai hovatartozás |
| ---- | ------ | ----------------------------------------------------- | ----------------- | ----------------- | -------------------- |
| 1    |        | Josip Filipović táborszernagy (1818–1889)             | 1878. július 13   | 1878. november 18 | horvát               |
| 2    |        | Wilhelm von Württemberg vezérezredes (1828–1896)      | 1878. november 18 | 1881. április 6   | német                |
| 3    |        | Hermann Dahlen von Orlaburg táborszernagy (1828–1887) | 1881. április 6   | 1882. augusztus 9 | német                |
| 4    |        | Johann von Appel gyalogsági tábornok (1826–1906)      | 1882. augusztus 9 | 1903. december 8  | német                |
| 5    |        | Eugen von Albori gyalogsági tábornok (1838–1915)      | 1903. december 8  | 1907. június 25   | német                |
| 6    |        | Anton von Winzor lovassági tábornok (1844–1910)       | 1907. június 30   | 1909. március 7   | német                |
| 7    |        | Marijan Varešanin gyalogsági tábornok (1847–1917)     | 1909. március 7   | 1911. május 10    | horvát               |
| 8    |        | Oskar Potiorek táborszernagy (1853–1933)              | 1911. május 10    | 1914. december 22 | szlovén              |
| 9    |        | Stjepan Sarkotić vezérezredes (1858–1939)             | 1914. december 22 | 1918. november 3  | horvát               |

## Vallás
A 15. és 16. században iszlamizálódott régió nagyrészt megőrizte kisebbségi muzulmán lakosságát (az 1879-es 38,7%-ról 1910-re 32,2%-ra csökkent), mivel Ausztria–Magyarország garantálta a vallásszabadságot, a hatóságok nem tettek aktív kísérletet az átalakításra.
A császár a pápával, az Ökumenikus Patriarchátussal és a Sheikh-ul-Iszlámmal kötött megállapodások révén képes volt vallási vezetőket kinevezni és elbocsátani, valamint a vallási intézményeket pénzügyileg ellenőrizni. 
Bosznia-Hercegovina megszállása az Oszmán Birodalomban eltöltött évszázadok után az ország katolikus egyházának jelentős reformjához vezetett. 1881-ben Vrhbosnát érsekséggé emelték, és megalakult a Banja Lukai és a Mostar-Duvnoi egyházmegye. A szarajevói Szent Szív-székesegyház munkálatai 1884-ben kezdődtek, és 1889-re fejeződtek be.